# Ángel Ruiz (actor)
Ángel Ruiz (Pamplona, 8 d'octubre de 1970) és un actor espanyol.
Va estudiar Art Dramàtic a l'Escola Superior d'Art Dramàtic de Màlaga. Ha actuat en cinema, televisió i teatre, d'on destaquen les seves intervencions en les obres de teatre Follies i Miguel de Molina al desnudo, que li van suposar sengles nominacions als premis Unión de Actores. Així mateix, va aconseguir el Premi Unión de Actores al millor actor de repartiment de televisió per la seva interpretació de Federico García Lorca a la sèrie El Ministerio del Tiempo.
En 2017 va guanyar el Premio Max al millor actor per l'obra de teatre Miguel de Molina al desnudo.